# Philippe Collas
Philippe Collas ou Philippe Collas-Villedary est un écrivain français. Issu du famille de magistrats et d'entrepreneurs, Il est le fils de l'industriel Michel Collas et l'arrière-petit-fils de Pierre Bouchardon qui instruisit tous les grands procès des deux Grandes Guerres mondiales (Mata Hari, Caillaux, Bolo Pacha, Pétain, Laval etc)  Il a écrit une quinzaine de romans et de biographies traduits dans une dizaine de langues.

## Biographie
Élève du lycée Carnot puis du lycée Victor-Duruy (Hypokhâgne), diplômé de l'Institut d'études politiques de Paris (Sciences-Po.) et de la Faculté de droit (Panthéon-Sorbonne), il se lance dans l'écriture après avoir travaillé auprès d'Édouard Bonnefous, Président de la Commission des Finances du Sénat, Chancelier de l'Institut de France, comme assistant parlementaire.
Il passe quelque temps à L'Élysée auprès de Bernard Rideau et d'Anne Meaux puis part aux États-Unis comme Chargé de mission par la Mission interministérielle chargée de l'installation du la télévision câblée en France. C'est lui qui fait le rapport sur la situation Outre-Atlantique.
Il est adjoint au Délégué Général de la Chambre Syndicale du Fer blanc et du Fer noir avant de rejoindre Pierre Cardin, comme attaché de Presse de Maxim's puis comme chargé de communication de l'Espace Cardin.

## Parcours
Philippe Collas est lauréat de la Villa Medicis Hors les murs (1989) pour son travail sur Louis II de Bavière et du prix Anne Philipe (1991), organisé par le Ministère de la Culture et les ayants droit de Gérard Philipe, destiné à promouvoir de jeunes  auteurs (le jury, présidé par Jean-Claude Brialy, réunit Philippe Noiret, Anne-Marie Philipe, Claude Roy, Francis Perrin, Jerôme Garcin, Robin Renucci, François-Régis Bastide, Ludmilla Michaël, Pierre Arditi, Daniel Auteuil, Jean François Josselin...),,,,,,,,
Scénariste et auteur de théâtre. Il a travaillé avec Mag Bodard, la productrice de Jacques Demy et de Nina Companeez dont les œuvres l'avaient marqué dans son enfance.
Michel Archimbaud et Jean-Paul Bertrand  lui ouvrent le monde de l'édition où il alterne romans et biographies, mais aussi livres d'humour (ces derniers sous le pseudonyme Oscar, aux éditions du Rocher),,,,.
Au théâtre, c'est Jean-Claude Brialy qui produit la pièce Une Douche Écossaise qu'il co-écrit avec Eric Villedary. Mise en scène par Muriel Mayette et interprétée par Danielle Darrieux et Dominique Lavanant dans les rôles principaux, c'est un des grands succès de la Saison 1998/99. Le spectacle tournera dans toute la France,,.
Il se lance avec Eric Villedary dans la création du Festival delle Stelle, premier festival transfrontalier franco-italien sous le patronage de la Commission italienne de l'Unesco, ayant pour but de faire découvrir le patrimoine matériel et immatériel de ces deux pays ainsi que l'héritage de la civilisation méditerranéenne. Après de nombreuses difficultés, le projet est totalement abandonné avec la crise de la Covid-19[réf. nécessaire] C'est également avec Eric Villedary qu'il a écrit La Côte d'Azur au temps d'Edith Wharton qui connaît un grand succès aux États-Unis. Lors de sa sortie sous le titre anglais Edith Wharton's French Riviera, l'iconique librairie Rizzoli Bookstore du  St James Building 1133 Broadway a tapissé sa vitrine avec des centaines d'exemplaires du livre.
En Italie, il est choisi pour représenter la France et collabore au magazine EX.ES. Photographers in excelsus, le magazine le plus cher du monde, créé par le photographe italien Marino Parisotto et offert à toutes les plus grandes célébrités de la planète,.
Philippe Collas a écrit une biographie de Mata Hari, et un téléfilm pour France Télévisions, Mata Hari, la vraie histoire, avec Maruschka Detmers et Bernard Giraudeau. Il a eu la chance d'avoir à sa disposition les notes inédites de son arrière grand-père et d'être le premier à avoir accès dès 2002 à la totalité du dossier secret, ce qui fait de son travail une référence internationale,,,,,,,,,,,,,,,,,,.
Avec sa série La Fontaine Détective, publiée chez Plon entre 2004 et 2006, Philippe Collas imagine que les fables du célèbre auteur sont directement inspirées des différentes affaires criminelles qu'il eût à traiter en tant que Maître des Eaux et Forêts de Château-Thierry, d'où le sous-titre : "Les fables sont des crimes!". Au fur et à mesure des aventures, on voit défiler tous les grands soubresauts historiques  du XVIIe siècle et les plus célèbres personnages de l'époque (Madame de Sévigné, Foucquet, Louis XIV, Molière, Corneille, Vatel, La Voisin, La Reynie, D'Artagnan, Angélique du Plessis-Bellières, Madame de La Fayette etc). Plusieurs producteurs (Mag Bodard, Richard Grandpierre, Clément Miserey) ont voulu l'adapter pour la télévision sans y parvenir. Philippe Collas fut un des premiers à avoir l'idée d'utiliser le patrimoine littéraire français pour résoudre une enquête policière et un personnage célèbre dans un autre domaine pour en faire un détective. Ce principe fut ensuite beaucoup copié,,,,,,,,,,,,,,
Il est le  biographe de Maurice Dekobra, l'auteur de La Madone des sleepings et de Macao, l'enfer du jeu. Son travail a servi de référence a plusieurs thèses dans des universités anglaises, américaines et chinoises sur Dekobra lui-même, mais aussi sur les écrivains voyageurs ou le cosmopolitisme de l'Entre-Deux-Guerres,,,,,. Il a eu la chance de très bien connaître la romancière Anne Mariel, la dernière compagne de Dekobra et de se rendre souvent dans l'appartement où vécut Dekobra, encore plein de ses nombreux souvenirs de voyage à travers le monde. Encore une fois, c'est l'accès à des archives de première main et aux témoignages directs qui l'ont convaincu de se lancer dans l'aventure de l'écriture du livre. Il est également l'auteur de la première biographie croisée de Louis II de Bavière et d' Élisabeth d'Autriche, depuis constamment réimprimée. Lors de sa sortie, Jérôme Béglé lui consacre quatre pages dans Match,,,,,,,.
En 2018, Philippe Collas publie (toujours avec Eric Villedary) L'Île du Lundi, un roman qui a demandé plus de deux années de recherches. Le livre (basé sur les archives de la police fasciste et de nombreux témoignages) retrace l'histoire incroyable des déportés homosexuels à l'époque de Mussolini sur l'île de San Domino, une des îles de l'archipel des Tremiti, au large des Pouilles. Un sujet longtemps tabou en Italie et méconnu dans le reste du monde. Sans le savoir le Duce créait la première communauté Gay mondiale. Le livre a été sélectionné par le jury de  Shoot the book, dans le cadre du 71e Festival du Cannes, comme un des dix livres de l'année les plus adaptables pour le cinéma,.
En 2020, il crée le podcast Polémiques pour revisiter à travers une série d'une dizaine de minutes de nombreux personnages et évènements historiques. Il  participe régulièrement à de nombreuses émissions de radio et de télévision (Secrets d'Histoire, L'Ombre d'un Doute, Des Racines et des Ailes, Matinales d'Europe 1 etc)
En 2025, à la demande d'Hélène Fulgence, directrice du Patrimoine Chanel, il participe avec Éric Villedary  à l'ouvrage collectif sur la célèbre maison de Gabrielle Chanel, La Pausa. Le livre paraîtra chez Flammarion en 2025 en français et en anglais,
Philippe Collas est membre de l'A.H.H, Association des anciens honneurs héréditaires.

## Œuvres
- Louis II de Bavière et Élisabeth d'Autriche, âmes sœurs  (ISBN 978 2 268 03884 1), éditions du Rocher[78]
- Maurice Dekobra, gentleman entre deux mondes, éditions Séguier[79]  (ISBN 2 84049 264 4)
- Mata Hari, sa véritable histoire, Plon  (ISBN 978-2-2591-9872-1)[80],[81],[82]
- Série : Les enquètes de Jean de la Fontaine
- 1. Le Château de l'araignée, Plon  (ISBN 2 259 20110 5)
- 2. Les Enfants de Dieu, Plon  (ISBN 2 259 20199 7)
- 3. Les Trois Marquises, Plon  (ISBN 2 259 20315 9)
- 4.L'Ogre de Paris, Plon  (ISBN 978 2 259 20393 7)
- Brèves de salon, éditions du Rocher  (ISBN 2 268 03968 4)
- La Côte d'Azur au temps d'Edith Wharton, Flammarion et Rizzoli New-York (en collaboration avec Eric Villedary)  (ISBN 284 1101614)
- Mata Hari, La dernière danse de l'espionne, French Pulp Éditions[83]  (ISBN 979 10 251 0249 7)
- L'Amour et la Folie, French Pulp Éditions  (ISBN 2259201431)
- L'Île du Lundi, écrit avec Éric Villedary, French Pulp Éditions  (ISBN 979 10 251 03 203)  —  sélectionné par un jury international pour Shoot The Book dans le cadre de la 71e édition du Festival de Cannes parmi les ouvrages parus dans l'année et ayant le plus grand potentiel d’adaptation audiovisuelle[84] et Mention spéciale du jury - Prix du roman gay 2018[85],[86]
- La Pausa: The Ideal Mediterranean Villa of Gabrielle Chanel/ La Pausa: La maison méditerranéenne idéale de Gabrielle Chanel (Flammarion)  (ISBN 978-2-08-045492-8)

## Théâtre
- Une douche écossaise, écrit avec Eric Villedary, avec Dominique Lavanant, Danielle Darrieux, Robert Plagnol, mise en scène Muriel Mayette au Théâtre des Bouffes-Parisiens[87],[88],[89],[90],[91]
- Criminel Tango avec Graziella Delerm, Véronique Babu, Olivier Follet et Ludovic Bergery, mise en scène Catherine Lombard
- Mata Hari  écrit avec Eric Villedary, avec Sorin Medeleni, Dana Dembinski Medeleanu (ro), Oana Albu, Niki Ieremciuc, mise en scène Liana Ceterchi au Teatrul Mic (ro), Bucarest[92]

## Scénarios
- Les Talons Aiguilles, Prix INA-Premières fictions courtes
- Mata Hari, la vraie histoire, France Télévisions (FR3), d'Alain Tasma avec Bernard Giraudeau, Maruschka Detmers et Michel Aumont
- Satan refuse du monde France Télévisions (France 2), écrit avec Eric Villedary, d'après Maurice Dekobra, avec Robin Renucci, Delphine Sérina, Béatrice Agenin, Jean-Pierre Kalfon et Nicolas Vaude[93],[94]